# Xã Spring Creek, Quận Norman, Minnesota
Xã Spring Creek (tiếng Anh: Spring Creek Township) là một xã thuộc quận Norman, tiểu bang Minnesota, Hoa Kỳ. Năm 2010, dân số của xã này là 81 người.